# Unplugged: Leben Guaia Guaia
Unplugged: Leben Guaia Guaia ist ein Dokumentarfilm des Regisseurs Sobo Swobodnik über das Leben und die Musik der Straßenmusiker Guaia Guaia. Er wurde beim Filmfest München mit dem Publikumspreis des Bayerischen Rundfunks ausgezeichnet.

## Inhalt
Nach Schulabbruch nach der 10. Klasse des Gymnasiums in Neubrandenburg und Umzug nach Frankfurt am Main entschlossen sich die beiden damals 20-jährigen jungen Männer im Mai 2010, ihre Wohnung aufzugeben und als Straßenmusiker ohne festen Wohnsitz ihrer Musik nachzugehen. Ab dann wurden Zielke und Gottstein von einem Filmteam des Regisseurs Sobo Swobodnik zwei Jahre lang begleitet. Der Film thematisiert die tiefe Verbundenheit der Bandmitglieder mit ihrer Musik und ihr Leben auf der Straße, vor allem aber die treue Freundschaft der beiden jungen Männer.

## Auszeichnungen

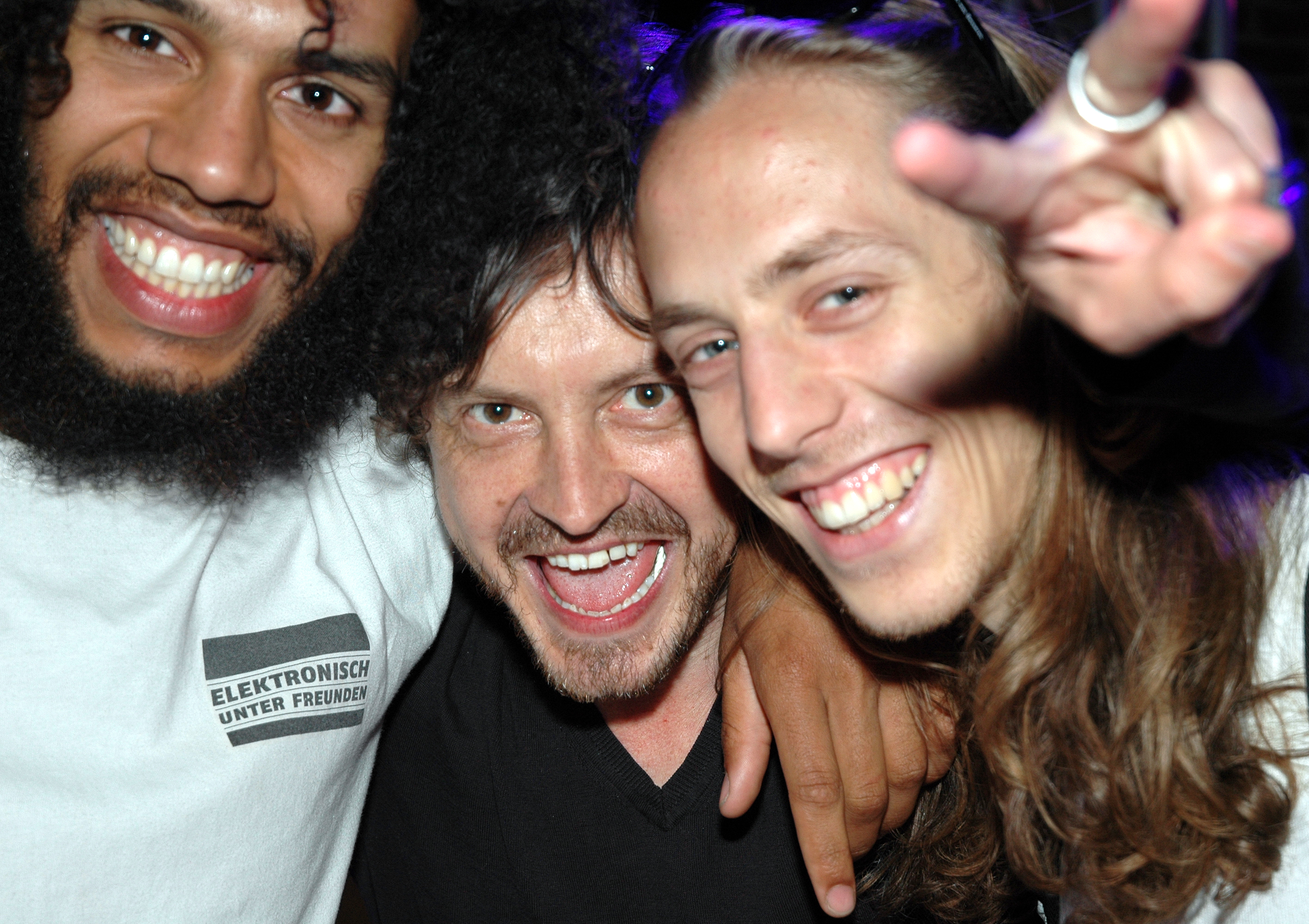
Carl Luis Zielke, Sobo Swobodnik und Elias Gottstein beim Filmfest München 2012

Der Dokumentarfilm Unplugged: Leben Guaia Guaia feierte auf dem Filmfest München 2012 Premiere und gewann den Publikumspreis des Bayerischen Rundfunks.

## Kritik
Die Journalistin Bettina Dunkel schreibt in der Jugendplattform On3 des Bayerischen Rundfunks: „Doch trotz aller Ideale: Irgendwann stoßen die beiden jungen Lebenskünstler an ihre Grenzen. Der Dokumentarfilm von Schriftsteller und Filmemacher Sobo Swobodnik zeigt diesen schleichenden Prozess.“
„Entstanden ist eine beeindruckende Dokumentation über zwei junge Männer, die das Leben und ihre Musik bedingungslos lieben. Swobodnik gelingt es, das Lebensgefühl von Guaia Guaia einzufangen – ganz ohne unnötiges Pathos. (…) Abseits der Straßenromantik widmet er sich auch den ruhigen Momenten und Unwägbarkeiten im Leben der beiden 22-Jährigen, wenn zum Beispiel Elias ohne Krankenversicherung an einer Lungenentzündung erkrankt oder die bezogenen Winterquartiere immer wieder von der Polizei geräumt werden. Der Film „UNPLUGGED:LEBEN“ erzählt die Geschichte zweier passionierter Musiker, er ist aber auch eine Ode an die Freundschaft – und an die Freiheit.“